# قنات غاو (كيسكان)
قنات غاو (بالفارسية: قنات گاو) هي مستوطنة تقع في إيران في قسم كيسكان الريفي. يقدر عدد سكانها بـ 24 نسمة .